# جمال قطب (فنان تشكيلي)
جمال قطب (1 أكتوبر 1930 - 16 أكتوبر 2016)، فنان تشكيلي مصري، اشتهر برسومه المصاحبة للأعمال الأدبية لعدد من الأدباء المصريين.

## حياته
ولد جمال قطب علي بمحافظة الغربية في 1 أكتوبر 1930، وفي المدرسة الثانوية، صار رئيسًا لجمعية الرسم. وفي تلك المدرسة استرعى اهتمامه وجود لوحات معلقة على الجدران قيل إنها لطالب سبقه في الدراسة هو صلاح جاهين.
بعد انتهاء قطب من دراسته الثانوية، اتجه إلى دراسة الهندسة، غير أنه لم يكد يكمل سنته الأولى حتى دفعه شغفه بالفنّ إلى التحول إلى كلية الفنون الجميلة، حيث درس الرسم والحفر الطباعي، وتلقى دراسته على يد ثلاثة من كبار الفنانين المصريين هم حسين بيكار وجمال السجيني والحسين فوزي.
حصل قطب على درجة البكالوريوس في تخصص التصوير من كلية الفنون الجميلة، وعمل أثناء دراسته بالكلية ـ رسامًا بمؤسسة دار الهلال، ثم صار الرسام الأول لمجلات دار الهلال بعد تخرجه، قبل أن يصير مستشارًا فنيًا لمؤسسة دار الهلال.
كُلف قطب في عامي 1976 و1977 بإنجاز اللوحات التاريخية لمتحف دارة الملك عبد العزيز بالمملكة العربية السعودية، ثم انتقل إلى دولة قطر لإعداد متحف التراث بالعاصمة الدوحة.
عمل قطب محاضرًا بجامعة قطر وخبيرًا للفنون بها، وأسس المرسم الحر بالدوحة، حيث تخرج على يديه عدد من الفنانين القطريين.
عمل قطب أستاذًا لمادتي التذوق الفني وتاريخ الفن بأكاديمية الفنون بالقاهرة.
تأثر قطب تأثره بالفنانين الأمريكي نورمان روكويل والإيطالي والتر مولينو، وكلاهما رسام مجلات. يقول قطب:

## أعماله الفنية
اشتهر جمال قطب برسومه المصاحبة للأعمال الأدبية لعدد من الكتاب المصريين، أمثال نجيب محفوظ وإحسان عبد القدوس ويوسف إدريس ويحيى حقي وثروت أباظة ومحمد عبد الحليم عبد الله، كما اشتهر برسم الحرب واللوحات الحركية والأحداث الساخنة، ومن أشهرها لوحات مجلد «انتصار بورسعيد»، الذي أصدرته مصلحة الاستعلامات المصرية في أواخر ستينيات القرن العشرين بعدة لغات مختلفة.
ومن أهم الأعمال الفنية الهامة التي قام بها تسجيل التراث الخليجي في اللوحات البانورامية الضخمة، ورسم لوحات مجلد (انتصار بورسعيد) الذي أصدرته مصلحة الاستعلامات في أواخر الستينات بعدة لغات عالمية.
كما استعانت به مؤسسة العويس الثقافية لرسم بورتريهات لعدد من الفائزين بجوائزها وهم يوسف القعيد والسيد ياسين ورضوى عاشور وأمين معلوف ويوسف الشاروني وعز الدين المدني ومحمد مفتاح ومصطفى عبده ناصف وأدونيس ومحمد البساطي وعبد الوهاب المسيري وشكري عياد وأحمد عبد المعطي حجازي وجابر عصفور وزكي نجيب محمود.

## معارض شارك فيها

### معارض خاصة
- معارض خاصة لأعماله في القاهرة والأقاليم في شتى المناسبات الوطنية.
- معرض «اللمسة المبدعة في الثقافة والصحافة والإعلام» في المكتب الثقافي المصري بطوكيو (يوليو 2007).
- معرض «اللمسة المبدعة في الثقافة والصحافة والإعلام» في المكتب الثقافي المصري بباريس (2007).

### معارض جماعية محلية
- معرض الرسوم الصحفية الدورة الأولى بقصر الفنون (ضمن المكرمين) (2004).
- صالون أتيليه القاهرة الأول للبورتريه بأتيليه القاهرة (سبتمبر 2005).
- صالون الأتيلية (السابع والخمسون) بأتيليه القاهرة (سبتمبر 2009).

### معارض جماعية دولية
- ملتقى بصمات الفنانين التشكيليين العرب الحادى عشر، أتيليه القاهرة (يوليو 2016).

## مؤلفاته وكتاباته
- مقالات في عدد من الصحف والمجلات العربية والأجنبية، منها جريدة الهيرالد تريبيون الأمريكية.
- أبواب ثابتة في كل من
  - مجلة الدوحة القطرية تحت عنوان «روائع الفن العالمي»
  - جريدة الرياض السعودية (خُصصت له صفحة كاملة في عدد الخميس الثقافي)
  - مجلة الحرس الوطني السعودية، تحت عنوان «الفن والحرب»
  - جريدة الراية القطرية
- كتابات متفرقة في مجلات العربي والمجلة العربية والجوهرة وسيدتي، وغيرها.
- ثلاث موسوعات بعنوان:
  - الفن والحرب
  - ملهمات المشاهير (حصل على جائزة معرض القاهرة الدولي سنة 1994)
  - روائع الفن العالمى

## أعماله في حوزة الأفراد والجهات الرسمية
- صورة للملكة إليزابيث الثانية ملكة بريطانيا، تحتفظ بها في مجموعتها الخاصة.[1]
- عدة أعمال فنية تقتنيها العديد من الجهات الرسمية والمؤسسات بمصر وقطر والمملكة العربية السعودية.[1]

## الجوائز
- الجائزة الأولى الممتازة من وزارة الثقافة المصرية عن لوحاته لكتب الأطفال (أعوام 1988 و1989 و1990)[3]
- حصل كتابه «ملهمات المشاهير» على جائزة معرض القاهرة الدولي للكتاب عام 1994.[3]
- كُرِّم ضمن فعاليات معرض الرسوم الصحفية الذي أقيم بقصر الفنون سنة 2004.[3]

## وفاته
توفي جمال قطب بالقاهرة يوم الأحد 15 أكتوبر 2016، وشُيعت جنازته ظهر اليوم ذاته من مسجد مصطفى محمود.